# Седефна ружа (бајка)
Седефна ружа је бајка Гроздане Олујић. Бајку Седефна ружа Гроздана издаје 1979. године. Бајка се убраја у једне од најпознатијих њених бајки. Ова бајка односи награду Политичког забавника, као и награду за бајку света у организацији Светског конгреса за уметност и културу. Далеко на дну мора где зраци сунца стижу тек у подне живела је седефна ружа. Главни јунак бајке јесте Седефна ружа. Лик јунака Седефне руже - то је била шкољка бескрајне лепоте, очаравала је својом лепотом, али та лепота је била прекривена тугом.

## Анализа и тумачење делаСедефна ружа
Седефна ружа је јако чезнула за тим „горњим светом”, за реком, облацима, сунцем, ветром, за светлост једнога дана. У њеној глави ројиле су се слике горњег света. Седефна ружа је патила за светом људи. Живела је на дну мора, била је сама и тужна. Дошла би понекада нека морска риба, и почела да прича о том горњем свету, то је још више дирало чежњу младе Седефне руже да упозна тај свет и да живи у њему. Патила је из дана у дан. И тако се једног дана јако затворила у себе, превелика количина туге је обузела њено тело и душу. Једног дана је у себи створила један прелепи бисер. У том бисеру је пронашла себе. Зрно бисера расло је и крупњало. Тада се мења све у животу Седефне руже, дубина и тишина мора је постала прави дом Седефне руже. Била је поносна на себе јер је знала да је за собом оставила нешто и створила неког. Бисер је у том тренутку био нешто највредније у животу Седефне руже. А оне рибе које су долазиле са причама о лепоти, горњега света сада нису добијале пажњу Седефне руже. Из дана у дан Седефна ружа је била срећнија и испуњенија, а њен бисер је постајао све лепши и лепши. Понекада се себи дивила како је створила тај прелепи морски бисер. Једнога дана срећна Седефна ружа шетајући по топлим морским водама, осети нечије грубе руке на свом телу. То су биле руке неког рибара који је растргао утробу Седефне руже са циљем да би узео њен бисер. А тело Седефне руже је завршило на једном топлом песку близу мора. Слика усамљене Седефне руже са једним малим дечаком који је нашао сломљену Седефну ружу онога дана када је изгубила нешто највредније у њеном животу, своје злато, свој блистави бисер, онога дана када је изгубила себе. Требало јој је доста времена да створи ту срећу у себи. Дечак је био јако пажљив и чувао је Седефну ружу баш онакву каква је остала после губитка бисера. Са друге стране, некуд далеко, бисер је био на излогу једне скупоцене радње. Блистао је и очаравао сваког пролазника, и сви су се дивили превеликој лепоти тог бисера, случајни пролазници су стално говорили да је нестваран. Седефна ружа је чезнула за својим бисером. Сада је била у том, горњем свету за којим је чезнула некада давно пре него што је пронашла себе и живот у себи. Овај горњи свет јој је одузео оно зашта се она борила. Тако је дечак једне ноћи, држао седефну ружу на уху. Читаву ноћи лутала је небом бисерна кугла Месеца. Дечаку се чинило да слуша шум мора. Седефна ружа је веровала да небом лута отети њени бисер. Седефна ружа је загонетка лепоте живота у том горњем свету и чежња за сном и даљинама, са друге стране бајка о дечијим сновима, мислима, машти, игри и чежњи. 

## Поука делаСедефна ружа
Дело Седефна ружа (бајка) нам говори о томе да је Седефна ружа тражила себе. Ово је бајка и уједно прича у потрази за самим собом, потрага за својим идентитетом, потрага за својом личношћу. Седефна ружа је тражила и налазила свет далеко у себи. Седефна ружа је симбол човека у потрази за својим идентитетом. „Чежња за нечим велики је подстицај за стварање, а оно што у себи створимо постаје у нашем животу много важније од свега другог што нам се до тада чинило врло важним”.